# کچوئیه
کچوئیه، روستایی از توابع بخش باغ بهادران شهرستان لنجان در استان اصفهان ایران است.